# قلعة كيبك

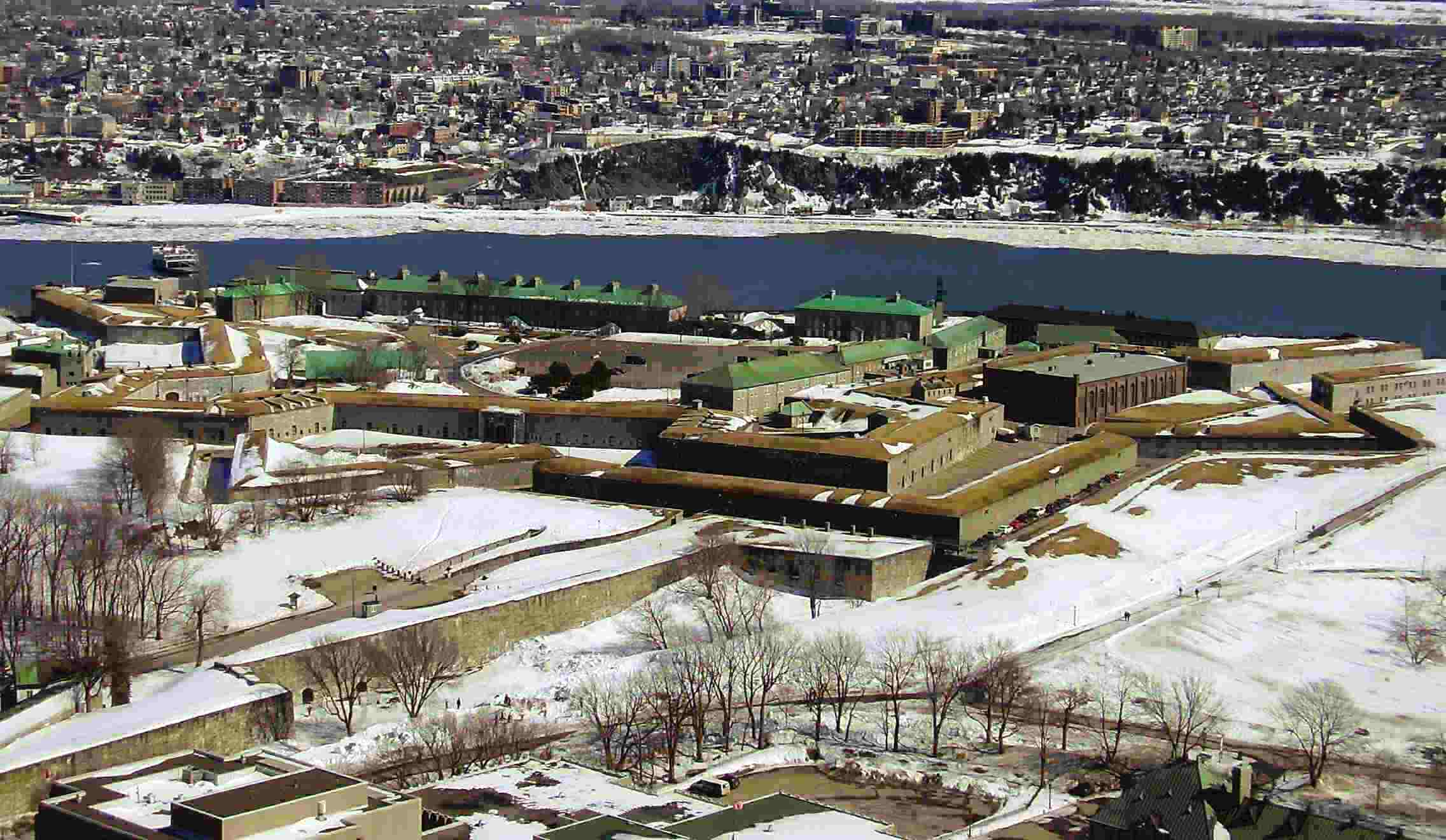
قلعة كيبك

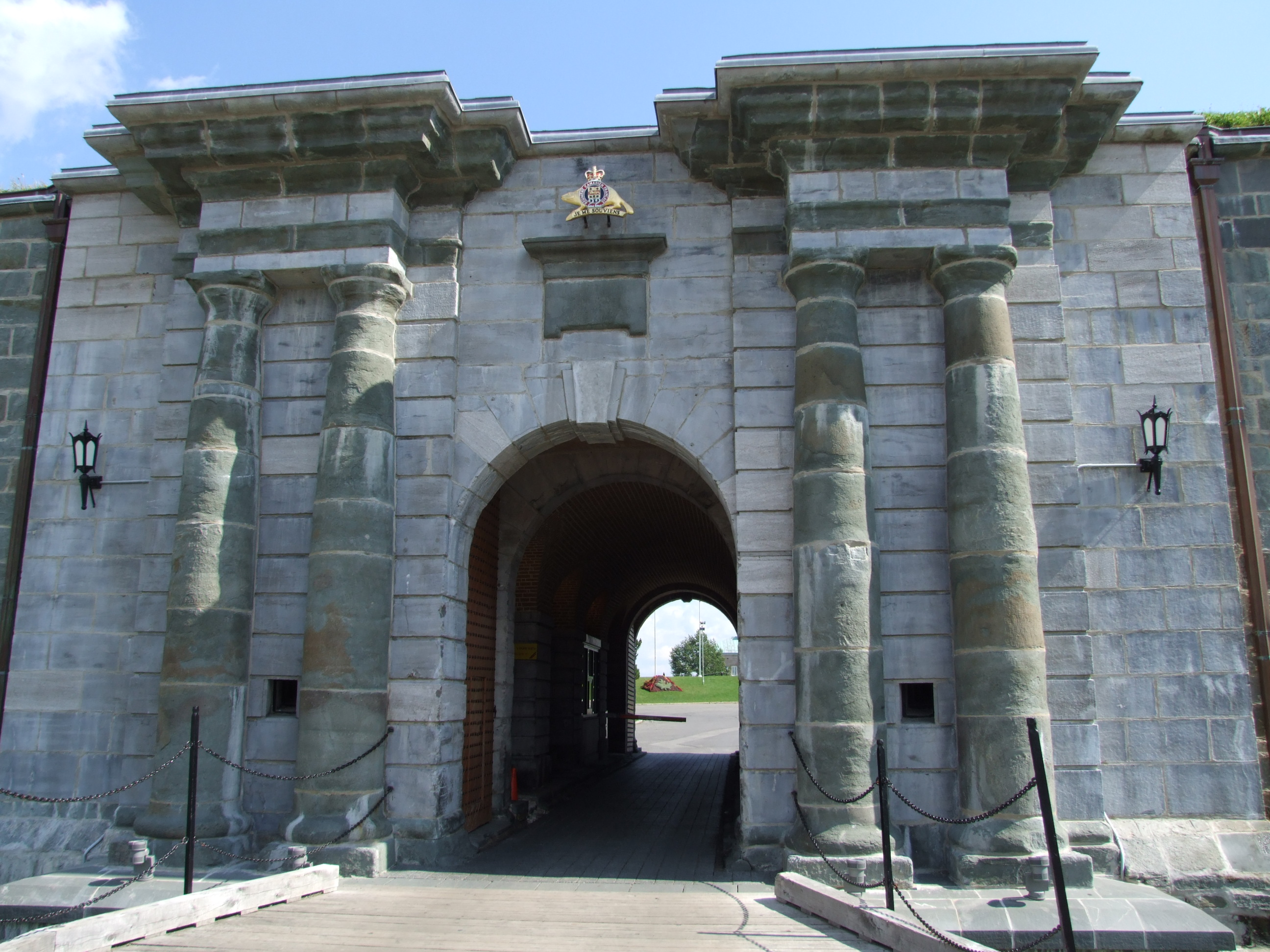
المدخل الرئيسي للقلعة

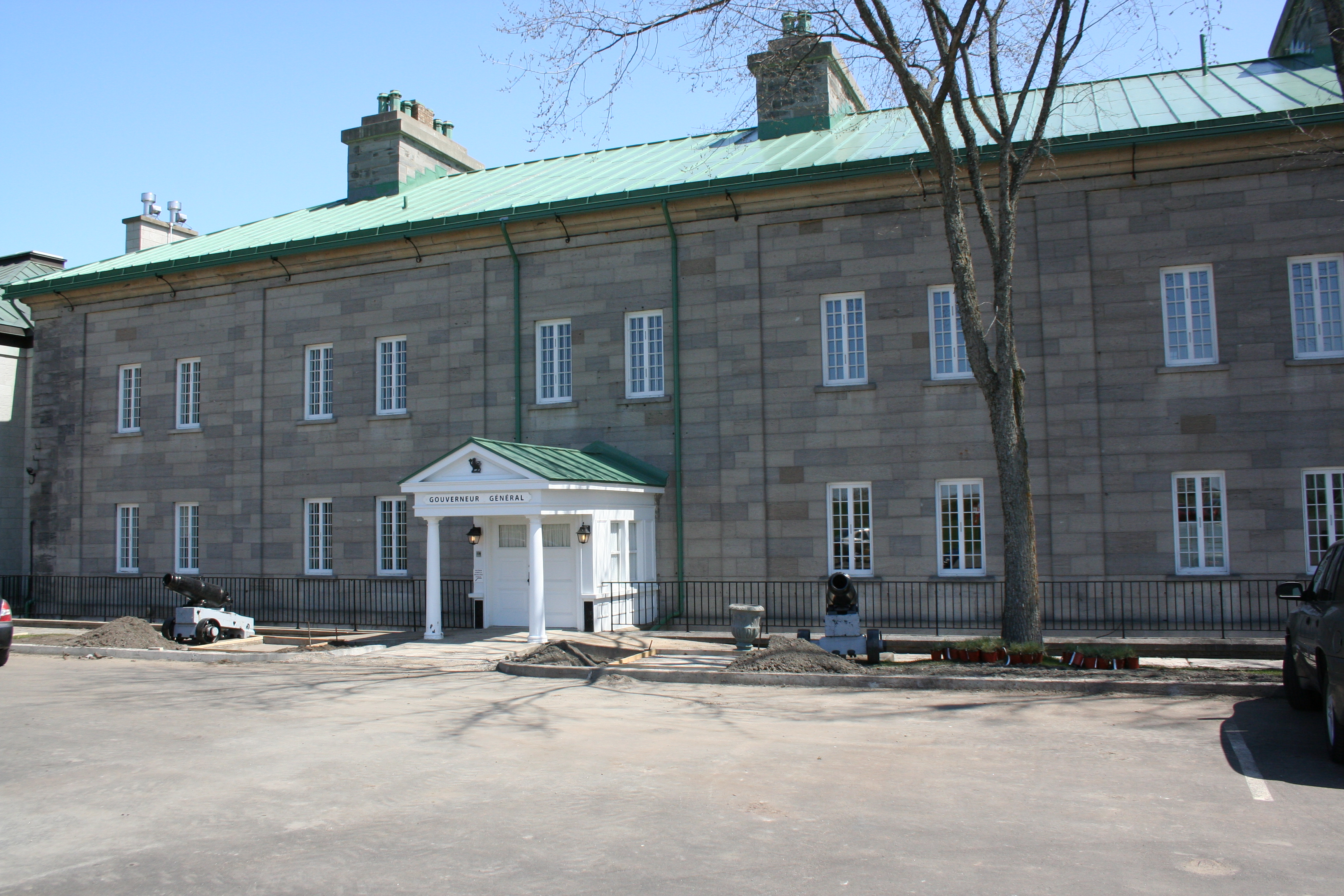
مقر الحاكم العام بكندا

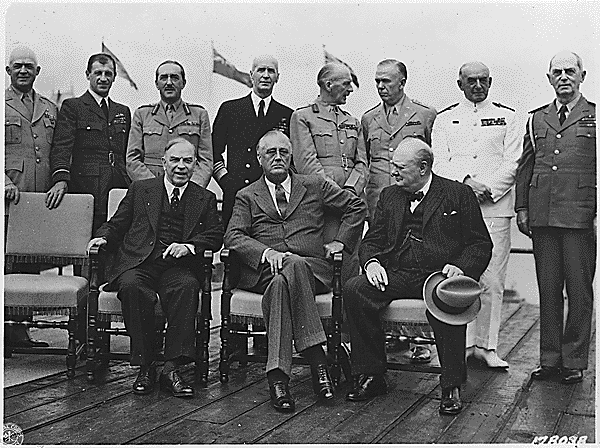
استضافت قلعة كيبك اجتماعين لرؤساء دول الحلفاء خلال الحرب العالمية الثانية. في الصورة، التي أخذت في عام 1943، نرى ويليام ليون ماكنزي كينغ فرانكلين روزفلت وونستون تشرشل محاطين بالعديد من جنرالات دول الحلفاء.

قلعة كيبك هي قلعة محصنة واقعة في رأس ديامان في مدينة كيبك. القلعة المتاخمة لسهول إبراهيم، وهي جزء من أسوار كيبك. مدينة كيبك هي المدينة الوحيدة في أمريكا الشمالية، التي احتفظت بجميع تحصيناتها، بما فيها القلعة.
مبنى برلمان كيبك وعدة مباني حكومية أخرى والفنادق الكبرى تقع بالقرب من القلعة التي تقع في مكان مقعر، نموذجها يعود إلى أواخر القرن الثامن عشر وأوائل القرن التاسع عشر.

## التاريخ
بنيت ضميمة أولى في 1690 من قبل المهندس الفرنسي سباستيان دو فوبون تحت الطلب من لويس بود الكونت فرونتناس. بعد هجوم الاميرال وليام فيبس واسطوله البحري ازداد القلق من اقامة حصار على الطريقة الأوروبية على مدينة كيبك. منذ 1693 اضيفت ضميمة جديدة تحت تصميم جوشوا بوابيرتلوت دي بوكور في نكان القديمة. بين 1700 و 1720 أصبحت المدينة ورشا كبيرا تحتوي الكثير من التحصينات المتفرقة والغير مترابطة ورفضت فرنسا اتمام المشروع لانها اصرت ان تحصينات مونتريال ولويس برغ أهم. في 1701 تم تطوير مخطط للتحصينات من قيل المهندس الفرنسي جاك الرهيب من نيري واكد من قبل القنصل العام للتحصينات. ومع ذلك فإن الاشغال لم تبدا الا في عهد تشارل دي لا بواش سنة 1745، حين كانت كيبك في حالة ذعر بعد استسلام لويس برغ، الذي اجاز اقامة ضميمة بالكامل بالبناء، وتحت إشراف مهندس عسكري هو غاسبار جوزيف دي ليري.
لم تنته الاشغال الا في حرب 1812. التحصينات على شكل نجمة المراية اليوم بنيت بين 1820 و1831 تحت اشراف المقدم والمهندس الملكي البريطاني الياس والكر دونفورد مدرجا جزء من الحائط الدفاعي الفرنسي في 1745. كان دور القلعة آنذاك حماية مرتفعات رأس ديامان من هجوم أمريكي محتمل وتوفير ملجأ للقوات البريطانية.
الحفاظ على أغلب تحصينات مدينة كيبك (التي كانت مدينة محاطة بالكامل) يرجع إلى لورد دوفورين الحاكم العام لكندا من 1872 إلى 1878 الذي جعل من القلعة مقره الرسمي.
مؤتمر كيبك (1943) من 1943 إلى 1944 الذي ناقش فيه ونستون تشرشل، فرانكلين روزفلت وويليام ليون ماكنزي كينغ إستراتيجية الحرب العالمية الثانية، وقع في القلعة.
القلعة منذ 1920 هي مقر الفوج الملكي 22 التابع لالقوات المسلحة الكندية. بالإضافة إلى استعماله كمنشاة عسكرية بقي دائما كالإقامة الرسمية لحاكم كندا الذي يقيم في القلعة عادة بضعة اسابيع في السنة كتقليد. الإقامة الرئيسية للحاكم العام تقع في ريدو هول في مدينة أوتاوا.
في 4 أبريل 2008 دمر المستودع العسكري المجاور للقلعة تماما في حلريق كبير.

## وصلات خارجية
- الموقع الرسمي لقلعة كيبك
- موقع للفوج الملكي 22
- الحاكم العام لكندا
- القلعة في خرائط غوغل
- المهرجان العالمي للموسيقى العسكرية بكيبك نسخة محفوظة 6 أغسطس 2011 على موقع واي باك مشين.